# 1878 في المملكة المتحدة
فيما يلي قوائم الأحداث التي وقعت خلال عام 1878 في المملكة المتحدة.

## رياضة
- 1 يناير – بطولة ويمبلدون 1878

## كتب
من الكتب التي صدرت هذه السنة في المملكة المتحدة:
- 1 يناير – عودة المواطن من تأليف توماس هاردي.

## مواليد

### يناير
- 1 يناير – جورج إدوين إليسون
- 1 يناير – فيكتور سميث لاعب كرة قدم إنجليزي.
- 19 يناير – هيربرت تشابمان

### مارس
- 26 مارس – لويس فرانسيس سالزمان مؤرخ من المملكة المتحدة.

### أبريل
- 16 أبريل – أوين جونز جيولوجي من المملكة المتحدة.
- 17 أبريل – ألبرت كانيه لاعب كرة مضرب فرنسي.
- 17 أبريل – ديمتريوس بيتروكوكينوس لاعب كرة مضرب يوناني.

### مايو
- 13 مايو – موريل روب لاعبة كرة مضرب من المملكة المتحدة.

### يونيو
- 14 يونيو – جون روبرتسون

### يوليو
- 22 يوليو – جاك جولدسوين
- 24 يوليو – أيه واليس مايرز
- 24 يوليو – لورد دانسني

### سبتمبر
- 3 سبتمبر – دوروثيا دوغلاس تشامبرز

### نوفمبر
- 22 نوفمبر – هوراس رادستون لاعب كركيت من المملكة المتحدة.
- 23 نوفمبر – فرانك بيك
- 28 نوفمبر – إديث هانام لاعبة كرة مضرب بريطانية.

### ديسمبر
- 29 ديسمبر – صموئيل داي لاعب كرة قدم إنجليزي.

## وفيات

### يناير
- 1 يناير – آرثر آدامز (مواليد 1820)
- 17 يناير – ادوارد كريسى (مواليد 1812)
- 26 يناير – كيرك باتريك ماكميلان (مواليد 1812)

### فبراير
- 1 فبراير – جورج كروكشانك (مواليد 1792)

### أبريل
- 18 أبريل – طوماس طومسون (مواليد 1817)
- 25 أبريل – آنا سويل (مواليد 1820)

### مايو
- 28 مايو – جون رسل (مواليد 1792)

### يونيو
- 6 يونيو – روبرت ستيرلنغ (مواليد 1790)

### أغسطس
- 4 أغسطس – البارون دي سلان (مواليد 1801)

### أكتوبر
- 22 أكتوبر – بنيامين هيرشيل باباج (مواليد 1815) سياسي أسترالي.

### ديسمبر
- 14 ديسمبر – أليس أميرة المملكة المتحدة (مواليد 1843)
- 15 ديسمبر – ألفريد بيرد (مواليد 1811) كيميائي ومصنع أغذية من المملكة المتحدة.